# Вулиця Мостова (Дніпро)

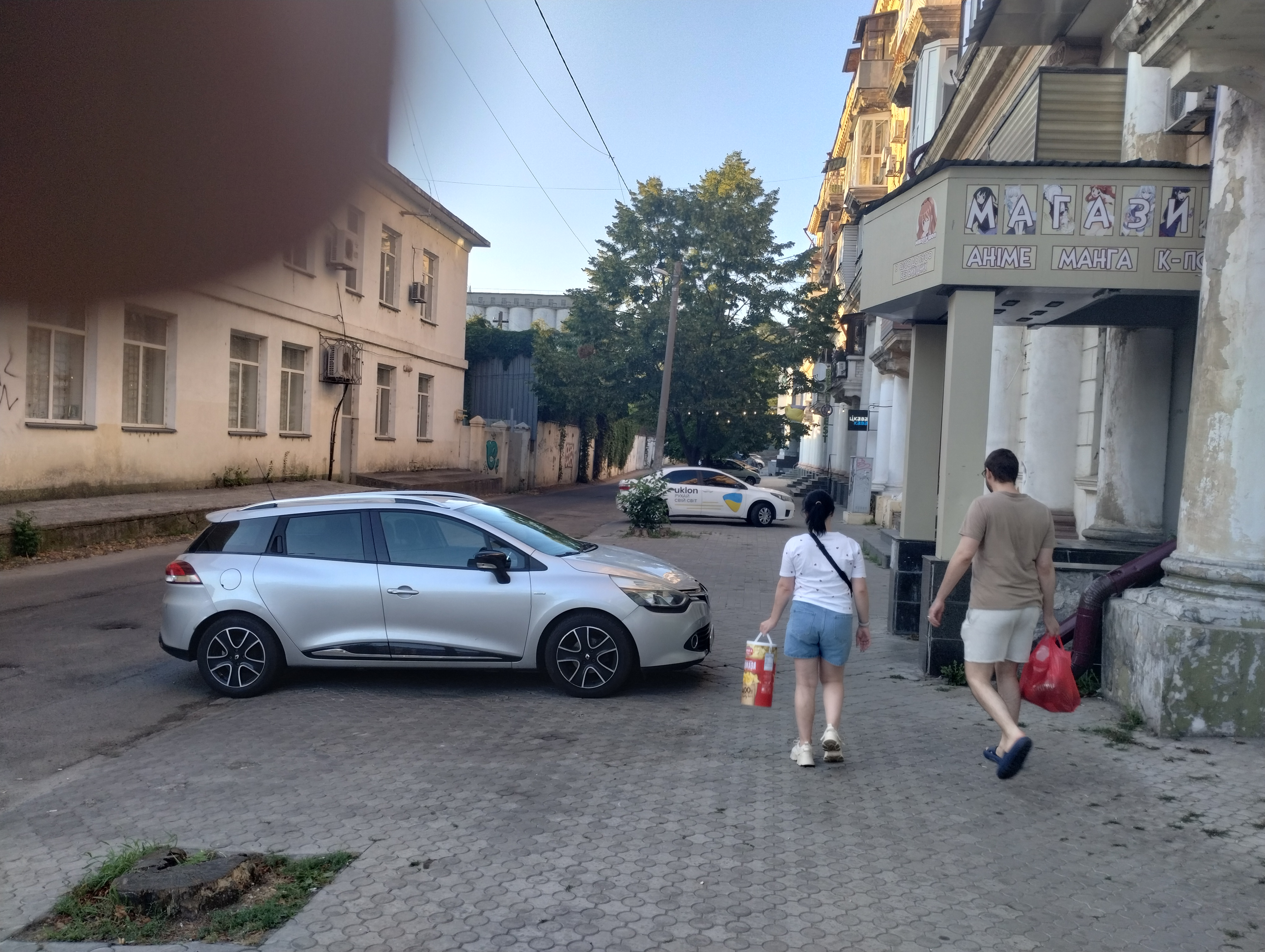
Краєвид вулиці Мостової з боку проспекту Яворницького

Вулиця Мостова — вулиця в Центральному районі міста Дніпро, розташована в історичній місцевості Фабрика. Нині є тупиковою вулицею — апендиксом, що відходить від проспекту Дмитра Яворницького. 

## Опис
Загальна довжина вулиці — 285 метрів. Забудова три-чотириповерхова. На вулиці знаходиться 14 будівель, з яких частина розташовані не в лінійному, а квартальному порядку.

## Відомі будівлі
- № 2 — Багатоквартирний триповерховий житловий будинок з магазинами, кафе та художнім салоном на першому поверсі.
- № 2a — Багатоквартирний двоповерховий будинок.
- № 3 — Дніпровський ліцей N 9 з поглибленим вивченням англійської мови.
- № 4 — Прокуратура Центрального району міста Дніпро.
- № 6 та 6а — Багатоквартирні триповерхові житлові будинки.[2]

## Історія
Являється однією з історичних вулиць селища Катеринославської казенної суконної фабрики. Назва походить від кам'яного мосту через притоку річки Половиці, що протікала в даній місцевості і була взята в колектор у середині ХХ століття.
Як свідчать плани міста Катеринослава ХІХ - початку ХХ століть, вулиця перетинала Санкт - Петербургську (нині князя Ярослава Мудрого) і йшла до берега Дніпра, де тоді ще не існувало набережної.
Протягом 1920 -1930 - х років, в зв'язку зі зведенням  промзони Дніпропетровського  комбінату хлібопродуктів (нині ПрАТ "Дніпромлин") та олійноекстрактного заводу ( нині ПрАТ Дніпровський олійноекстрактний завод "Олейна") більша частина вулиці була знесена. 
У 1927 році було зведено середню школу N 9 (нині ліцей з поглибленим вивченням англійської мови). Під час німецько - нацистської окупації в будинку школи перебував підвідділ гестапо, протягом 1941 -1943 років у дворі школи було розстріляно близько п'ятиста людей з  комуністичного підпілля,  радянського партизанського руху, Організації українських націоналістів,  молодіжних антинацистських груп та цивільного населення. 
Протягом 1930 - 1950 - х років вулиця набула сучасного вигляду. Замість одноповерхової забудови Фабрики з'явлися сучасні багатоквартирні будинки. 